# ارنتریا
ارنتریا (به اسپانیایی: Rentería) یک دهستان و شهر در اسپانیا است که در Donostialdea واقع شده‌است. ارنتریا ۳۲٫۲۶ کیلومتر مربع مساحت و ۳۹٬۳۸۱ نفر جمعیت دارد.

## خواهرخوانده
شهرهای شرندورف، Lousada, Tulle, Monroy و Fuentepelayo خواهرخوانده‌های ارنتریا هستند.